# Kaporlevelű ebszékfű
A kaporlevelű ebszékfű (Tripleurospermum inodorum) a fészkesvirágzatúak (Asterales) rend őszirózsafélék (Asteraceae) családjának őszirózsaformák alcsaládjába tartozó növényfaj, vagy alfaj, pontos rendszertani besorolása vitatott. Egyéb elnevezései: álszikfű, ebkapor, kutyakapor, kutyakamilla, keserűkapor, szagtalantárkony, margaréta, vadszékfűvirág, vadkamilla, vadkapor.

## Leírása
Felálló, csak felső részén elágazó szárú, 25–60 cm magas, szagtalan kétéves vagy évelő növény. Levelei 2-3-szor szárnyasan szeldeltek, szálas szeletekkel. Júniustól szeptemberig virágzik. A fészkek aranysárga csöves virágokból és 20-30 fehér nyelves, nem lehajló sugárvirágból állnak. A vacok félgömb alakú, belül bélszövet tölti ki.

## Élőhelye
Szántók, parlagok, gyomtársulások.

## Elterjedése
Egész Európában elterjedt, így hazánkban gyakori.